# Rio Palmital (Paraná)
O rio Palmital é um curso de água do estado do Paraná.